# Sarno
Pour les articles homonymes, voir Sarno (homonymie).
Sarno est une ville italienne de la province de Salerne, dans la région de Campanie.

## Histoire
En 1460, victoire à Foce di Sarno de Jean de Calabre sur Ferdinand d’Aragon, lors de la guerre de succession de Naples.
Le 5 mai 1998, une coulée de boue causée par des pluies diluviennes causa la mort de 137 personnes.

## Administration
| Période                                  | Période  | Identité         | Étiquette     | Qualité |
| ---------------------------------------- | -------- | ---------------- | ------------- | ------- |
| 28 juin 2004                             | En cours | Amilcare Mancusi | Centro-Destra |         |
| Les données manquantes sont à compléter. |          |                  |               |         |

### Hameaux
Foce, Lavorate, Episcopio.

### Communes limitrophes
Castel San Giorgio, Lauro, Nocera Inferiore, Palma Campania, Quindici, San Valentino Torio, Siano, Striano.